# Pteris cretica
Pteris cretica är en kantbräkenväxtart som beskrevs av Carolus Linnaeus. Pteris cretica ingår i släktet Pteris och familjen Pteridaceae. Utöver nominatformen finns också underarten P. c. laeta.

## Bildgalleri

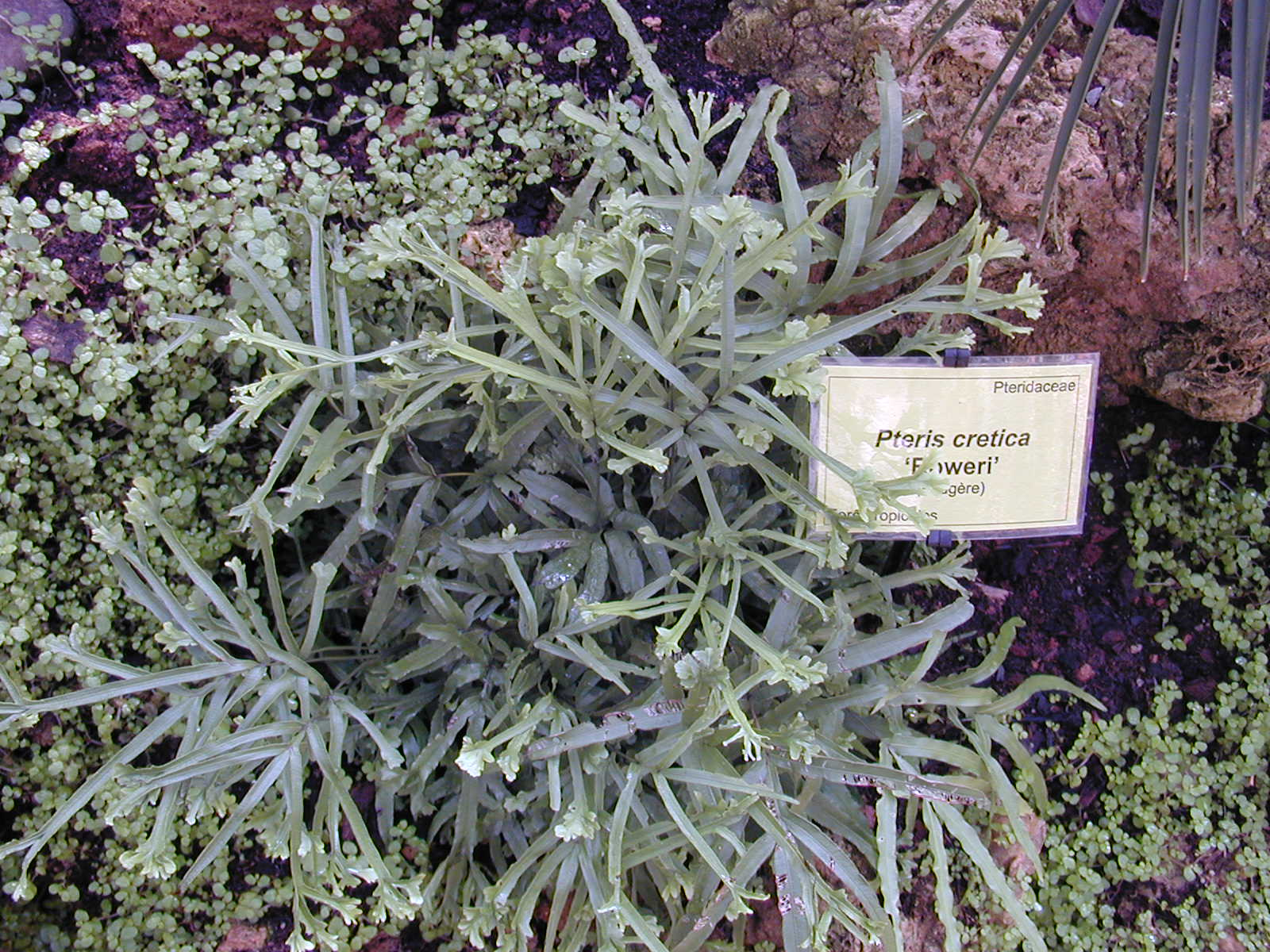
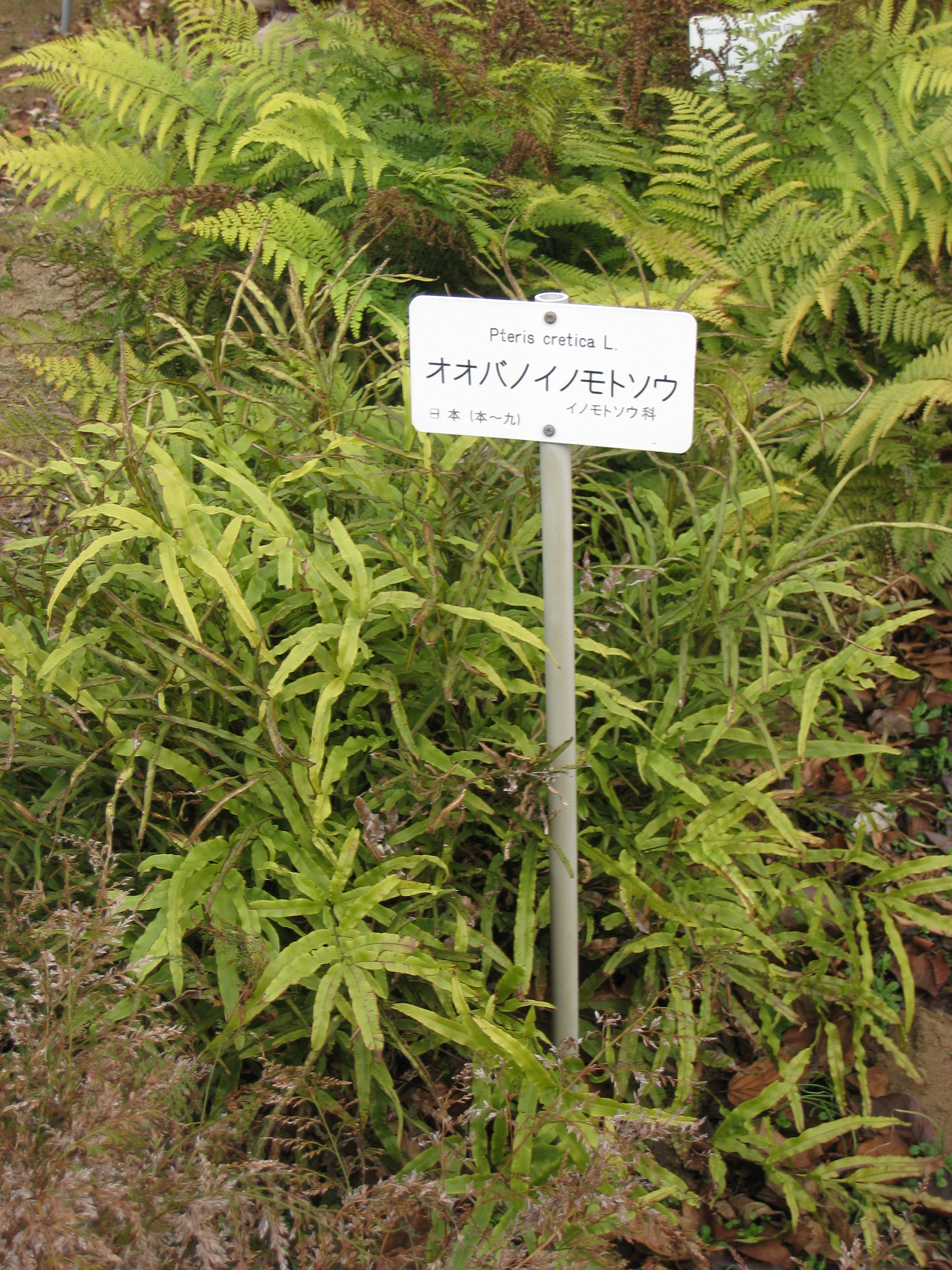
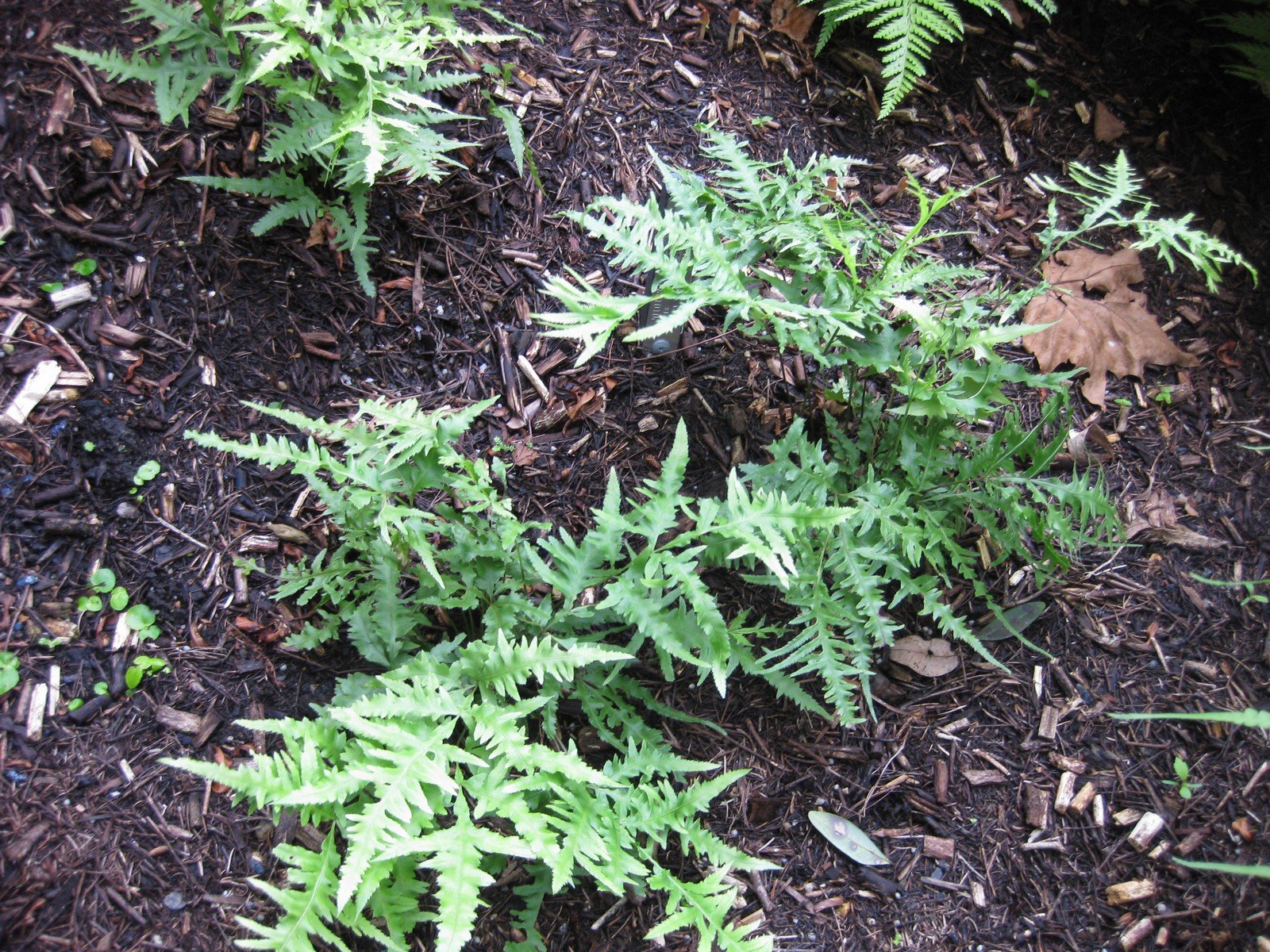
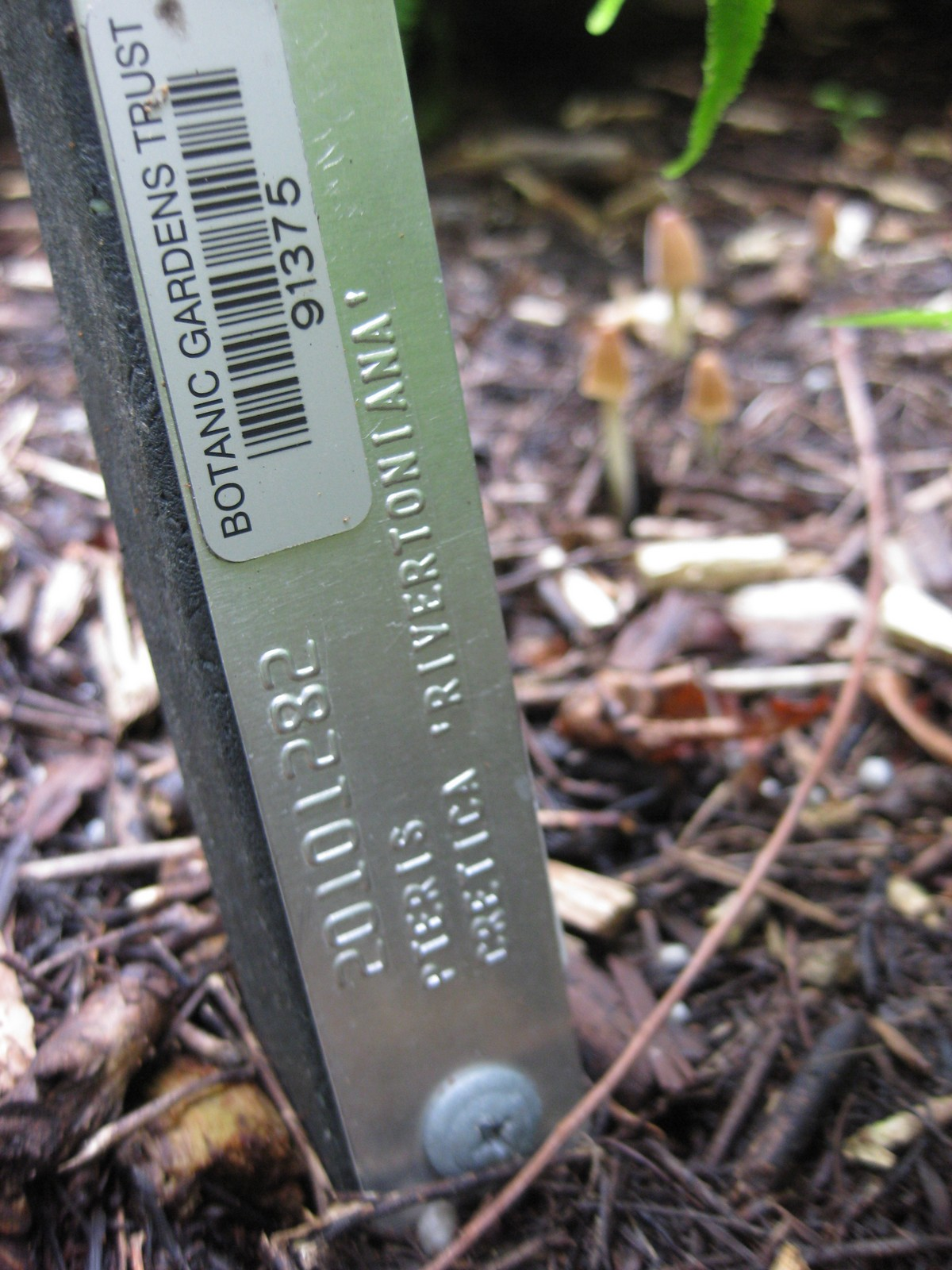
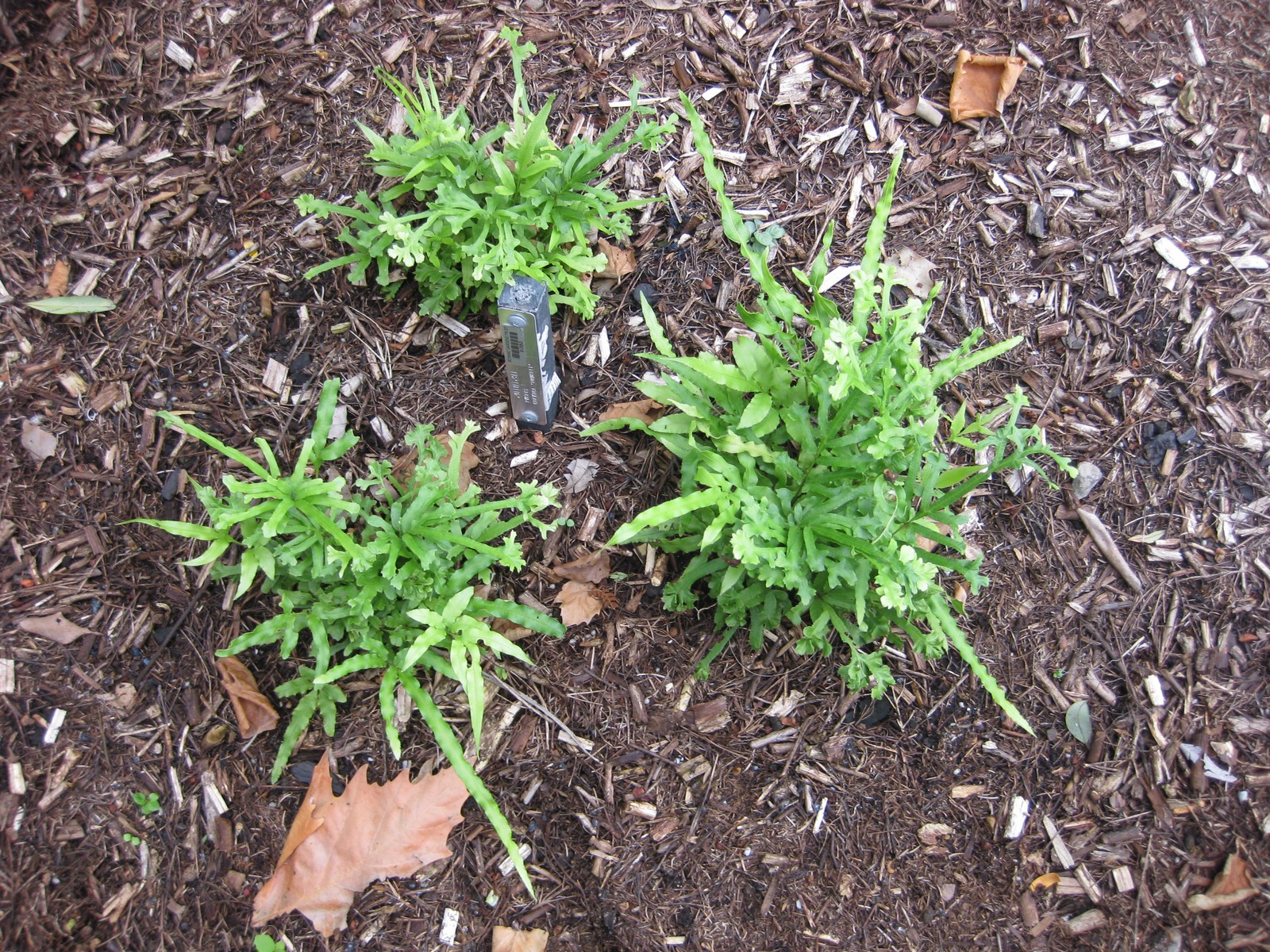
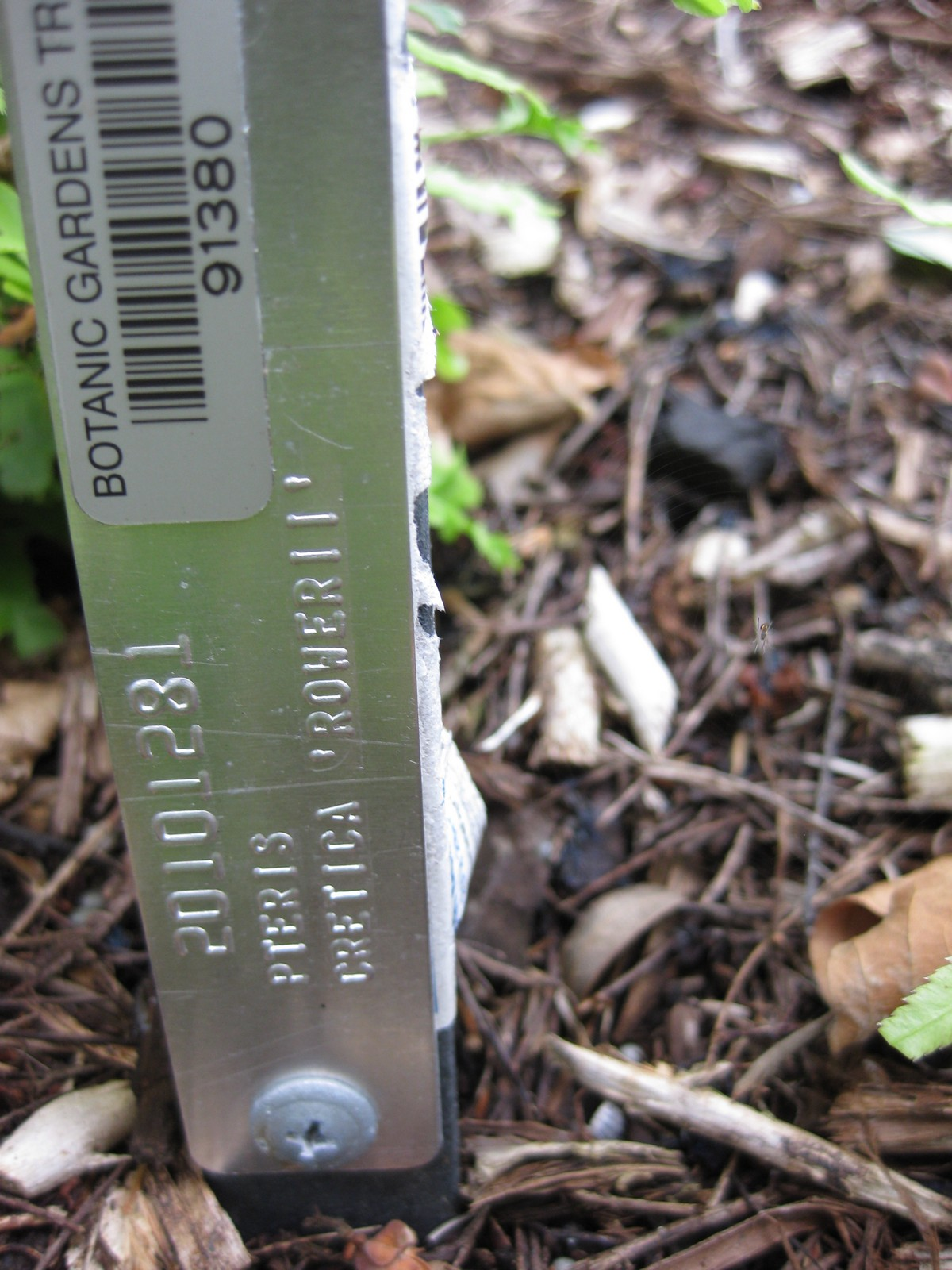